# Carlo Pedretti
Carlo Pedretti (* 6. Januar 1928 in Bologna; † 5. Januar 2018 in Lamporecchio) war ein italienischer Kunsthistoriker. Er galt als Experte für die Werke des italienischen Renaissancekünstlers Leonardo da Vinci (1452–1519), insbesondere der Manuskripte und Notizbücher Leonardos. Pedretti verfasste mehr als 40 Bücher zu Leben und Werk Leonardos und mehr als 500 Zeitschriftenaufsätze und Artikel. Seit 2008 war er Ehrenbürger von Vinci, dem Heimatort Leonardos. Pedretti starb im Januar 2018, einen Tag vor seinem 90. Geburtstag.

## Werke (Auswahl)
- Leonardo, art and science. Giunti Editore, Florenz/Mailand 2000.
- Leonardo da Vinci, Il Codice Arundel 263 nella British Library. Giunti Editore, Florenz 1998.
- Leonardo da Vinci – Die Gewandstudien. Schirmer-Mosel, München 1990 (Originaltitel: Léonard de Vinci - les études de draperies), ISBN 3-88814-367-5 (Deutschsprachige Ausgabe des Kataloges zur erstmaligen Ausstellung der Gewandstudien von Leonardo da Vinci vom 3. Dezember 1989 bis 26. Februar 1990 im Louvre).
- The Literary Works of Leonardo da Vinci: A Commentary to Jean Paul Richter's Edition. 2 Bände. Berkeley 1977.
- Leonardo; a study in chronology and style. University of California Press, Berkeley 1973.
- The Drawings by Leonardo da Vinci in the Collection of HM Queen at Windsor Castle. 3 Bände. 1968/1969.
  - daraus der Katalog Leonardo da Vinci - Natur und Landschaft; Naturstudien aus der Königlichen Bibliothek in Windsor Castle (mit Einleitung von Kenneth Clark). Belser Verlag, 1983.[5]
- Leonardo Inedito. Tre Saggi. Giunti Editore, Florenz 1968.
- Leonardo da Vinci on Painting: A Lost Book (Libro A). University of California Press, Berkeley/Los Angeles 1964.